# Luminous (canção de ClariS)
"Luminous" (ルミナス, Ruminasu) é uma música da ClariS, usada como tema de abertura do filme Puella Magi Madoka Magica. Foi lançada em 10 de outubro de 2012 pela SME Records.

## Desempenho nas paradas
| Parada (2012)                    | Melhor posição |
| -------------------------------- | -------------- |
| Japão Billboard Japan Hot 100    | 5              |
| Japão Singles Semanais da Oricon | 4              |